# Палачинка
Палачинка (нім. Palatschinke; множина нім. Palatschinken) — це тонкий креп, різновид млинців греко-римського походження. Цей десерт найбільш поширений на Балканах, у Центральній та Східній Європі.

## Історія та етимологія
Страва греко-римського походження. У 350 році до нашої ери давньогрецькі поети Архестрат і Антифан вперше згадали plakous. Короткий твір Катона Старшого «De agri cultura» («Про землеробство») приблизно за 160 р. до н. е. містить складний рецепт плаценти. Палачинка досі носить ту саму назву своїх грецьких і римських предків.
Назва походить від латинського слова placenta, яке, у свою чергу, походить від грецького слова plakous, що означає тонкі або багатошарові плоскі хлібці. Назва страви пішла шляхом запозичень кількома мовами Центральної та Південно-Східної Європи; страва походить із римської епохи Центральної Європи, а австрійсько-німецький термін palatschinke, чеський palačinka, словацький palacinka,та хорватсько-сербський palačinka вважаються запозиченими з угорської palacsinta, а та, у свою чергу, з румунської plăcintă (перепічка, пиріг), яке зрештою походить від латинського placenta, що означає перепічка, пиріг, кейк.
Відповідно до Угорської етнографічної енциклопедії, угорське слово palacsinta є запозиченням з італійської.
Palačinka має схожу назву в більшості західно- та південнослов'янських мов (словацька palacinka, боснійська, болгарська, чеська, хорватська, чорногорська, македонська, сербська, словенська palačinka, палачинка). Польською мовою відповідник називається naleśnik, українською налисник або млинець , російською налистник або блинчик, румунською clătită.

## Варіанти

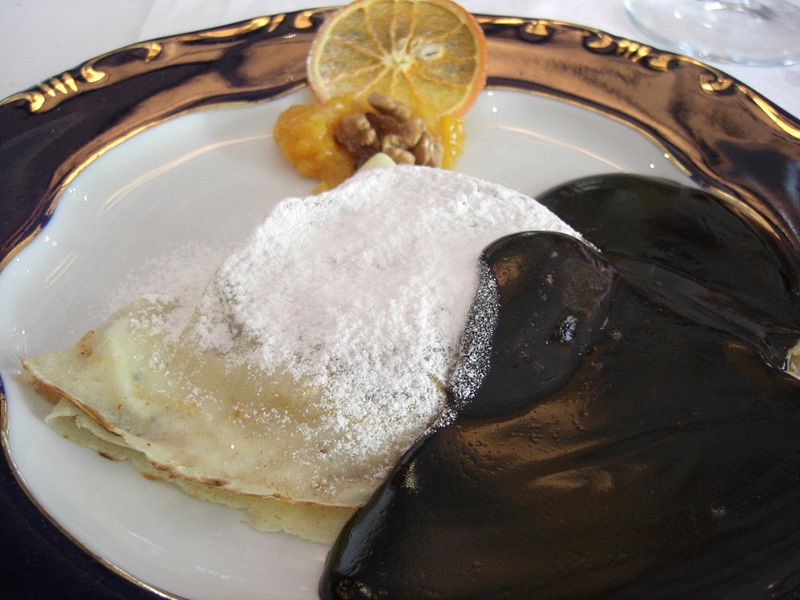
Гундельcька палачинка з волоськими горіхами та шоколадним соусом

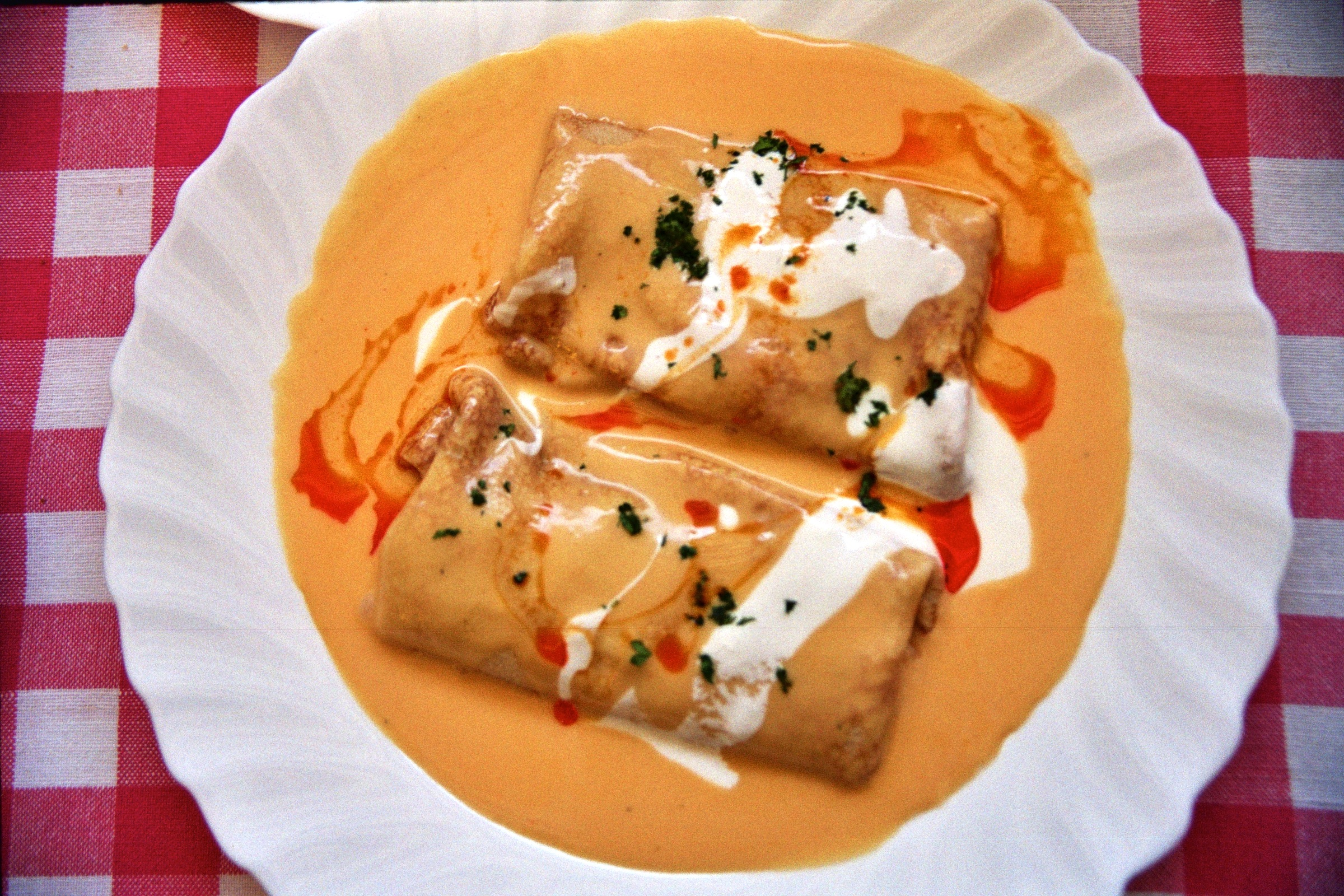
Хортобадська палачинка, начинена м'ясом, подається в Шопроні, Угорщина

Середньоєвропейські палачинки (palaceke) — це тонкі млинці, схожі на французький креп. Основна відмінність між французькою та центральноєвропейською версією страви полягає в тому, що суміш для палачинків можна використовувати відразу, на відміну від суміші для млинців, яку рекомендується залишити на кілька годин. Тісто для палачинки виготовляють з яєць, пшеничного борошна, молока та солі та обсмажують його на сковороді з маслом або олією. На відміну від більш товстих видів млинців, палачинки зазвичай подають з різними видами начинок і їдять на обід або вечерю.
Палачинки традиційно згортають з абрикосовим, полуничним або сливовим варенням і посипають кондитерським цукром. Різноманітні фруктові соуси (наприклад, яблучне пюре), або густе фруктове пюре під назвою леквар (сливове, чорносливове, малинове, вишневе або вишневе варення), лимонний сік і цукор, шоколадний сироп, горіхово-шоколадний крем, мигдаль, сушені або свіжі фрукти, солодкий сир та родзинки, какао-порошок, мак, є поширеними сучасними інгредієнтами. угор. Rakott palacsinta — це багато шарів млинців (до 30 ярусів palacsinta) з солодким сиром і родзинками, варенням і прошарками волоських горіхів між млинцями, запечені в духовці, порівняні з французькими mille crêpes.
Відомим угорським варіантом палачинок є Гундельcька палачинка (угор. Gundel palacsinta), приготована із меленими волоськими горіхами, родзинками, цукатами з апельсинової цедри, корицею та ромовою начинкою, подається фламбованим у темно-шоколадному соусі з яєчних жовтків, жирних вершків і какао.
Палачинки також можна їсти несолодкими як основну страву, наприклад Хортобадська палачинка (угор. Hortobágyi palacsinta) з начинкою з м'яса. Їх також можна їсти звичайними, начиненими сиром або овочами, такими як гриби, шпинат або квашена капуста, политі сметаною або нарізані тонкими смужками, які називаються фледль (нім. Flädle) на алеманських діалектах Німеччини та Швейцарії та фрітатен(нім. Frittaten) в Австрії. Смужки млинців нім. Flädle/Frittaten, які подаються в прозорому бульйоні складають основу в супі фрітатен.